# Diego Portales y Salas
Diego Portales y Salas fue un abogado y funcionario colonial español al servicio de la Corona en América.

## Biografía

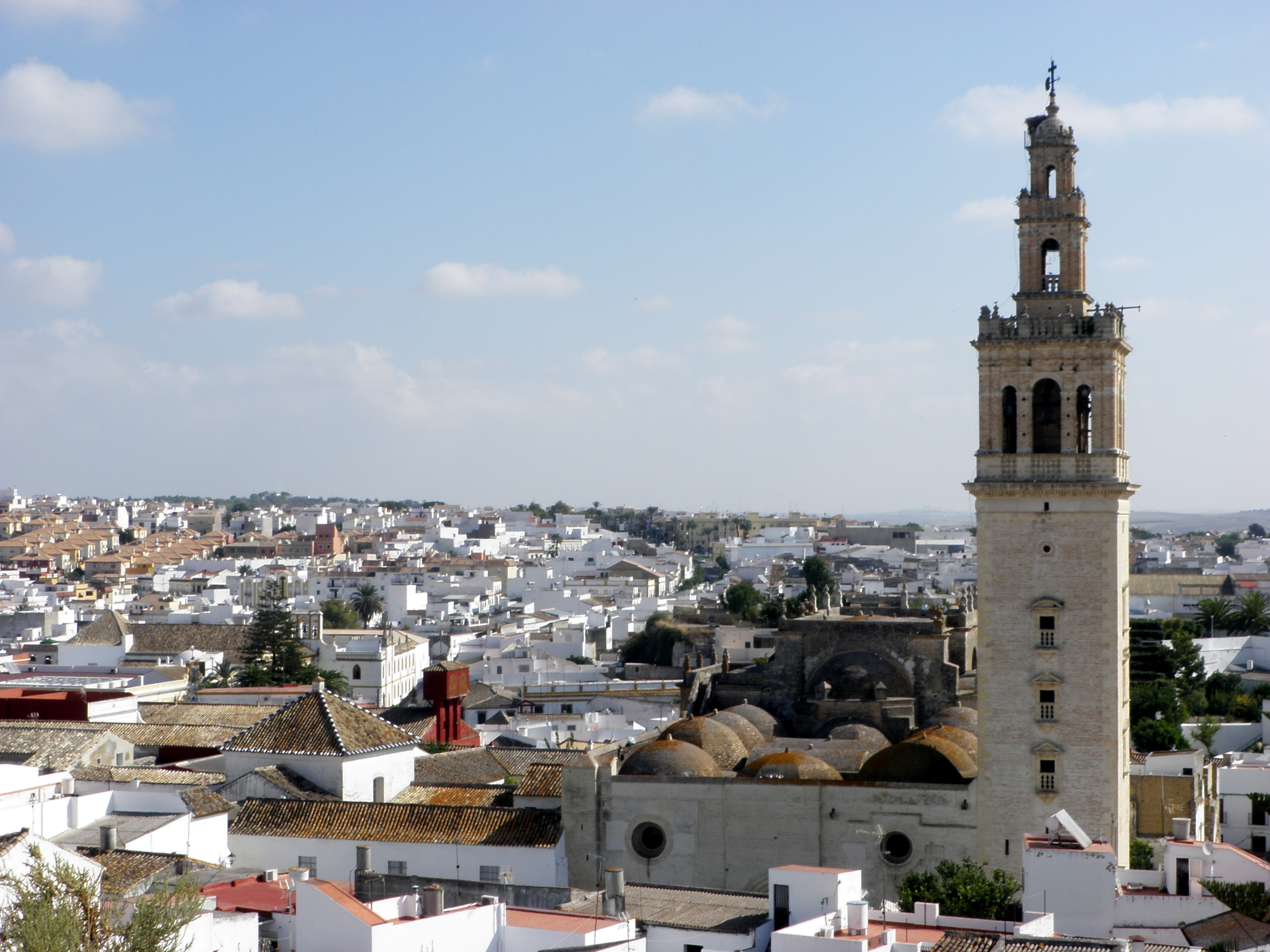
Imagen de la villa de Lebrija, Sevilla, Reino de España.

Portales y Salas es el fundador de su distinguido linaje en América. Fue bautizado en la villa de Lebrija, Sevilla, Reino de España, el 26 de abril de 1615, como hijo legítimo de Juan Ruiz Portales y de Catalina María de Salas. Fue su hermano Tomás García Portales y Salas, tronco de la familia en el Reino de Chile.

## Trayectoria pública
Pasó a América con real licencia en 1663. Fue Bachiller y Licenciado en Leyes, y como tal, obtuvo el cargo de primer Fiscal de la Real Audiencia de Buenos Aires en el Virreinato del Río de la Plata, por nombramiento del 9 de diciembre de 1662, asumiendo dicho cargo el 16 de agosto del mismo año. Luego fue nombrado Oidor de la misma Audiencia el 25 de mayo de 1667, cargo que ostentó hasta el 16 de enero de 1672.
Posteriormente, y a causa de la extinción de la Real Audiencia de Buenos Aires y el traslado de sus ministros a otras Audiencias, decretada por Carlos II de España, fue nombrado oidor y alcalde de la Real Audiencia de Chile en 1672, prestando juramento en Santiago de Chile el 14 de marzo de 1673, cargo que desempeñó hasta 1683. Fue comisionado por decreto del General Juan Henríquez de Villalobos, gobernador del Reino de Chile, para continuar la causa secreta que se siguió contra el oidor Manuel de León y Escobar.
Luego, fue designado Oidor de la Real Audiencia de Charcas en 1683 y, al término de sus funciones en dicho tribunal, fue promovido al cargo de Oidor de la Real Audiencia de Lima, ciudad a la que trasladó, donde falleció soltero y sin descendencia el 28 de febrero de 1688, siendo sepultado en la Iglesia de San Francisco "el Grande" de dicha ciudad y habiendo otorgado su testamento ante el escribano Pablo González, donde nombró como su albacea testamentario y universal heredero a su sobrino Diego Portales y Ortiz.